# ریکی گابریل
ریکی گابریل (انگلیسی: Ricky Gabriel؛ زادهٔ ۲۴ ژوئن ۱۹۹۱) بازیکن فوتبال اهل بریتانیا است.